# بوم جيسوس دا سيرا
بوم جيسوس دا سيرا بلدية في ولاية باهيا في المنطقة الشمالية الشرقية من البرازيل.